# Clara Guerra
Clara Guerra (Verona, 1 de octubre de 1998) es una deportista italiana que compitió en remo.
Ganó una medalla de plata en el Campeonato Mundial de Remo de 2018 y dos medallas de bronce en el Campeonato Europeo de Remo, en los años 2018 y 2025.

## Palmarés internacional
| Campeonato Mundial | Campeonato Mundial    | Campeonato Mundial | Campeonato Mundial      |
| Año                | Lugar                 | Medalla            | Prueba                  |
| ------------------ | --------------------- | ------------------ | ----------------------- |
| 2018               | Plovdiv (Bulgaria)    | Medalla de plata   | Scull individual ligero |
| Campeonato Europeo |                       |                    |                         |
| Año                | Lugar                 | Medalla            | Prueba                  |
| 2018               | Glasgow (Reino Unido) | Medalla de bronce  | Scull individual ligero |
| 2025               | Plovdiv (Bulgaria)    | Medalla de bronce  | Ocho con timonel        |